# Adrian Florman

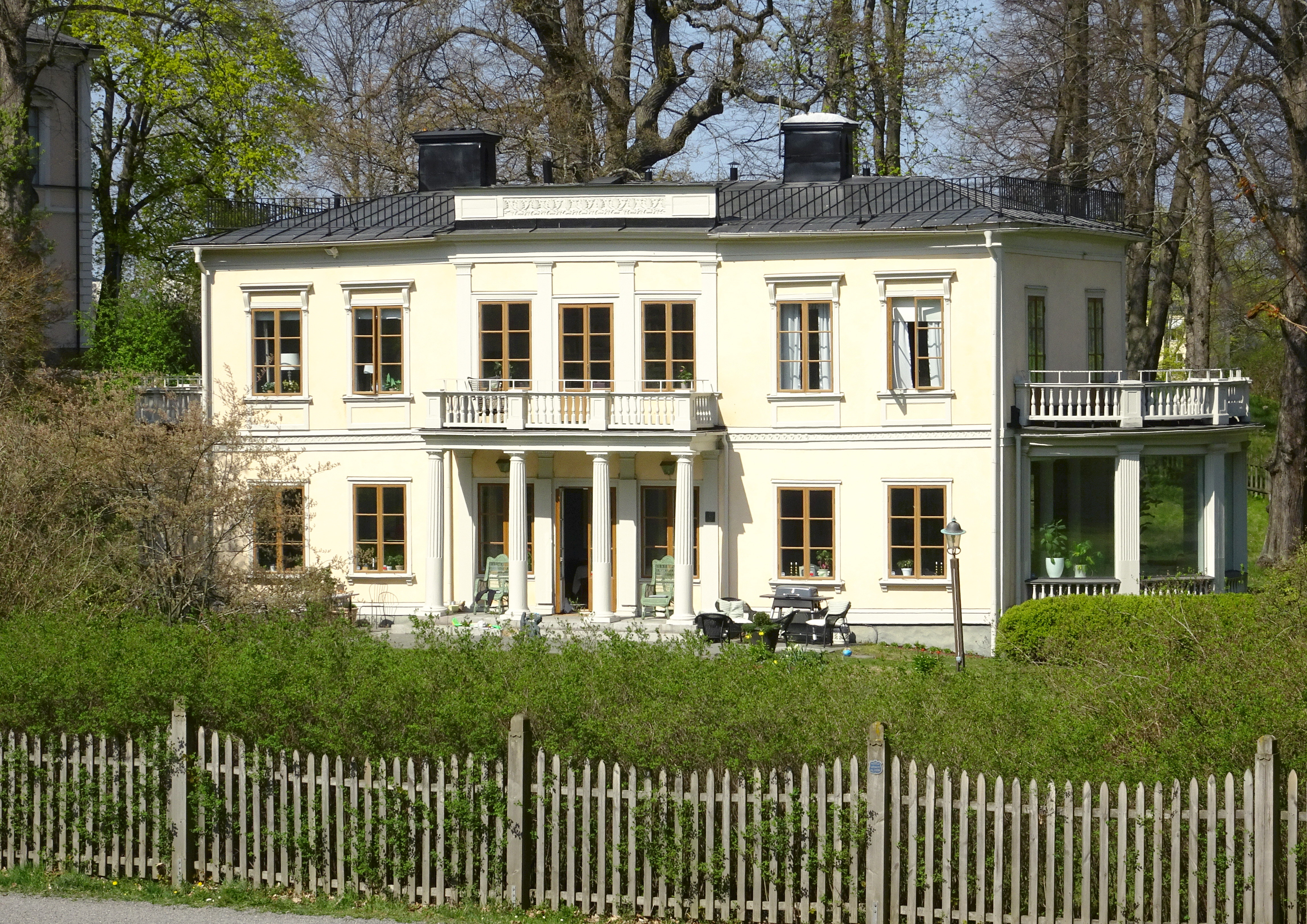
Drottningens paviljong, april 2019.

Adrian Gustaf Eugen Florman, född 2 mars 1889 i Stockholm, död 1978, var en svensk militär, direktör och flygpionjär.
Adrian Florman var son till Ernst Gösta Florman (1858–1936) och grevinnan Ida Julie Matilda Ebba Bonde, dotter till greve Gustaf Fredrik Bonde af Björnö och Horatia Charlotta Ida Marryat.. Han var bror till direktören Carl Florman och kusin till flygaren Bertil Florman.

## Biografi
År 1911 blev Florman underlöjtnant vid Kronprinsens husarregemente, 1914 löjtnant, 1926 ryttmästare och 1927 reservofficer. Han blev arméflygare 1917 och fältflygare 1918. År 1924 stiftade han med sin bror Carl Florman AB Aerotransport (vilket senare blev Scandinavian Airlines System), och var tre år bolagets vice verkställande direktör, men övergick därefter till annan verksamhet som direktör i Försäkringsbolaget Gothia. Han var verkställande direktör för AB Flygindustri i Limhamn 1926-1928 samt verkställande direktör för Försäkrings aktiebolaget Securitas 1936-1946.

## Hästintresse
Adrian Florman ärvde ett intresse för hästar och ridning från sina gudföräldrar, hans morbror var Gustaf Vs hovstallmästare, greve Carl Bonde (1872–1957) på Tjolöholms slott, gift med Blanche Bonde, och hennes far, James Fredrik Dickson, (1844–1898) var i sin tur hovstallmästare hos Oscar II. och med anknytning till dessa två hovstallmästare, erhöll Adrian Florman som kung Gustaf V:s ryttmästare Drottningens paviljong i Rosendals slott som tjänstebostad.

## Familj
År 1918–1943 var han gift med Maggie Florman, född Weylandt, (1898-1980); de blev bland andra föräldrar till: 

### Gösta Eugéne Florman
Gösta Eugéne Florman (1920–2004).

### Catharina Florman
Barbro Irene Catharina Florman (1927–2009) föddes på Rosendals slott. Hon tränade voltigeritt för Henning Orlando på Djurgårdscirkus, som skolflicka på 1930-talet hjälpte hon Skansens djurvårdare, och arbetade sedan bland annat flera år i Skansens häststall som på den tiden låg intill elefantstallet. Hon lärde där känna elefantskötaren Sven Borg och var den första som fick hjälpa till med att rida in elefanten Bambina, En riktig illmara, enligt Florman.
Florman gladdes på 1980-talet åt förbättringarna för Skansens elefanter, och elefanthållningens förbättrade rykte som spridit sig ända till Schweiz, där hon förvånad i den tyska tidningen Ein Herz fur Tiere, såg en bild på Nika och Shiva badande i Djurgårdsbrunnskanalen, vilket fick henne att besöka Skansen igen, och hon gladde sig under sina Sverigebesök att besöka Skansen, och följde gärna med på elefanternas promenader, varunder hon berättade om gamla tider i Skansens häststall. Catharina Florman hade en egen ponny som var rumsren, och följde med henne i bilen på resor mellan Sverige och Schweiz. Florman framförde på sin 80-årsdag, sin dresserade ponny på Stockholm International Horse Show i Globen. Catharina Florman skrev 2007 boken boken Mer vild än tam, mina första tjugotvå uppväxtår i ord och bild där hon bland annat skildrar arbetet med Skansens elefanter.

### Claes Mauritz Florman
Claes Mauritz Florman (1938–1960).

## Omgifte
År 1946 gifte Adrian Florman om sig med Ingrid Larsson (1918–1982).

## Utmärkelser
- Riddare av Vasaorden (RVO)
- Riddare av Svärdsorden (RSO)
- Riddare av Grekiska Fenixorden (RGrFenO)

## Bildgalleri

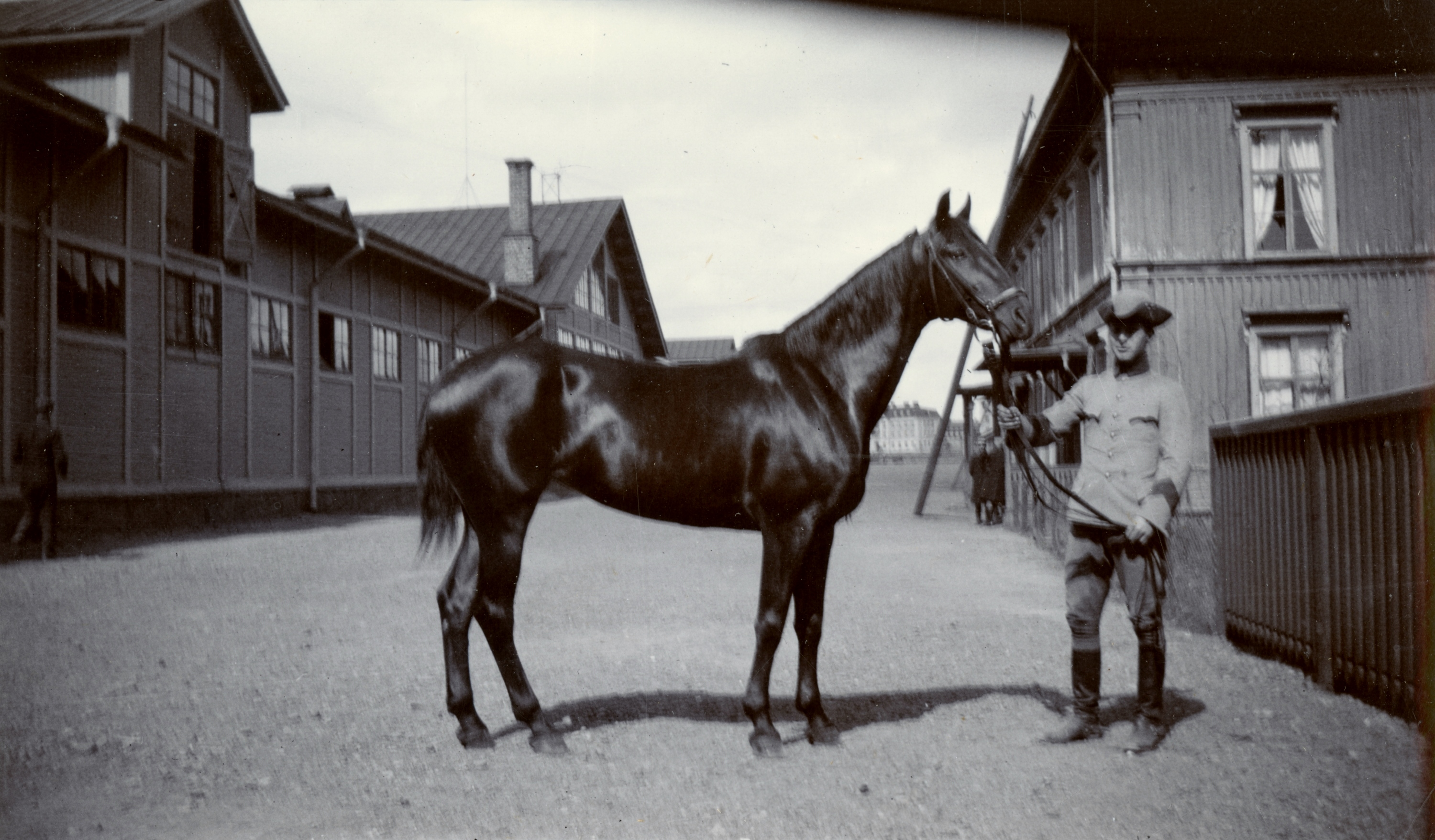
Adrian Gustaf Eugen Florman från Livregementets dragoner, Kavalleriets officersvolontärsskola i Umeå garnison med hästen Fantome.
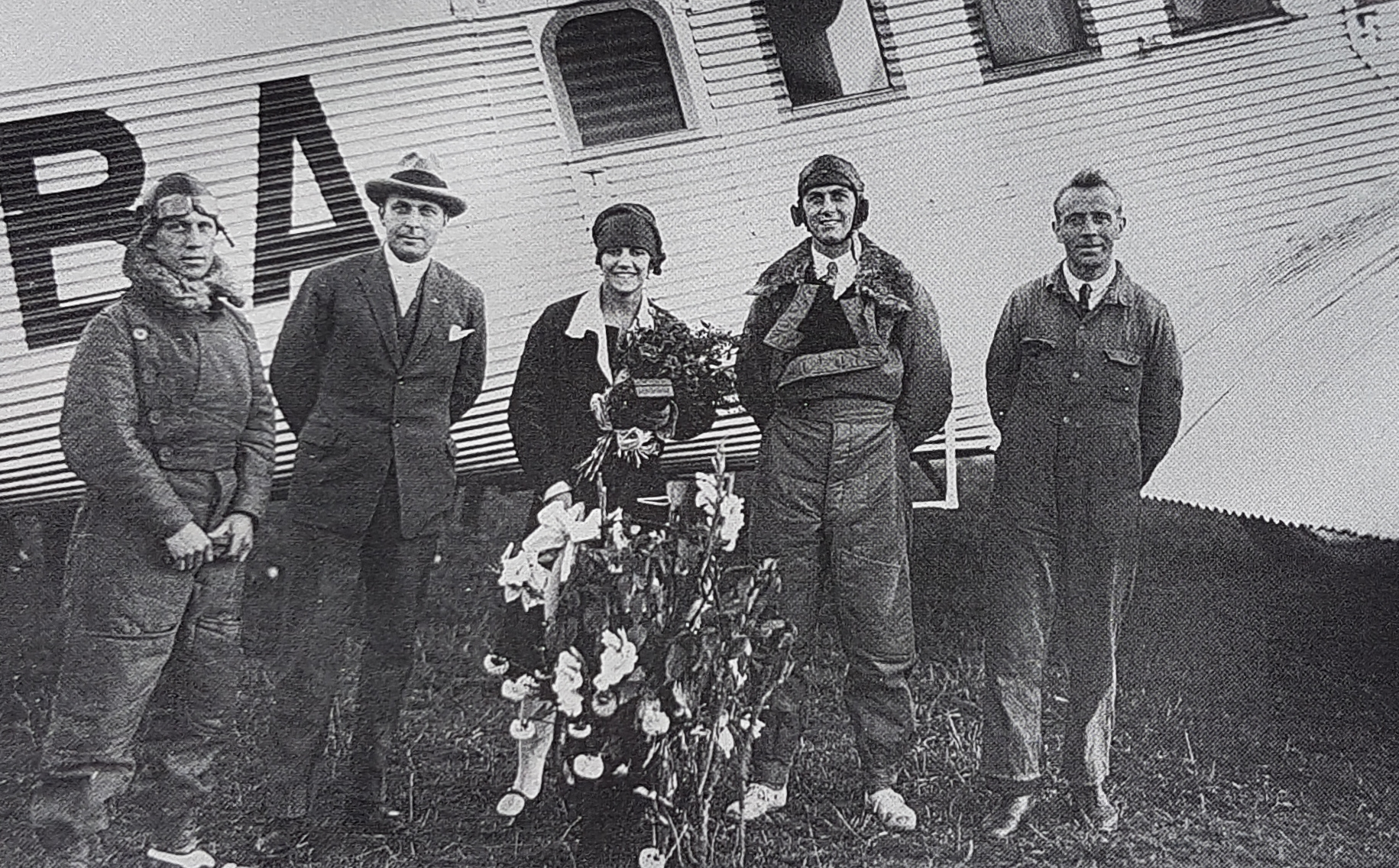
Karl Gunnar Lindner, Adrian och Maggie Florman, Bertil Florman och SvendAage Ulls
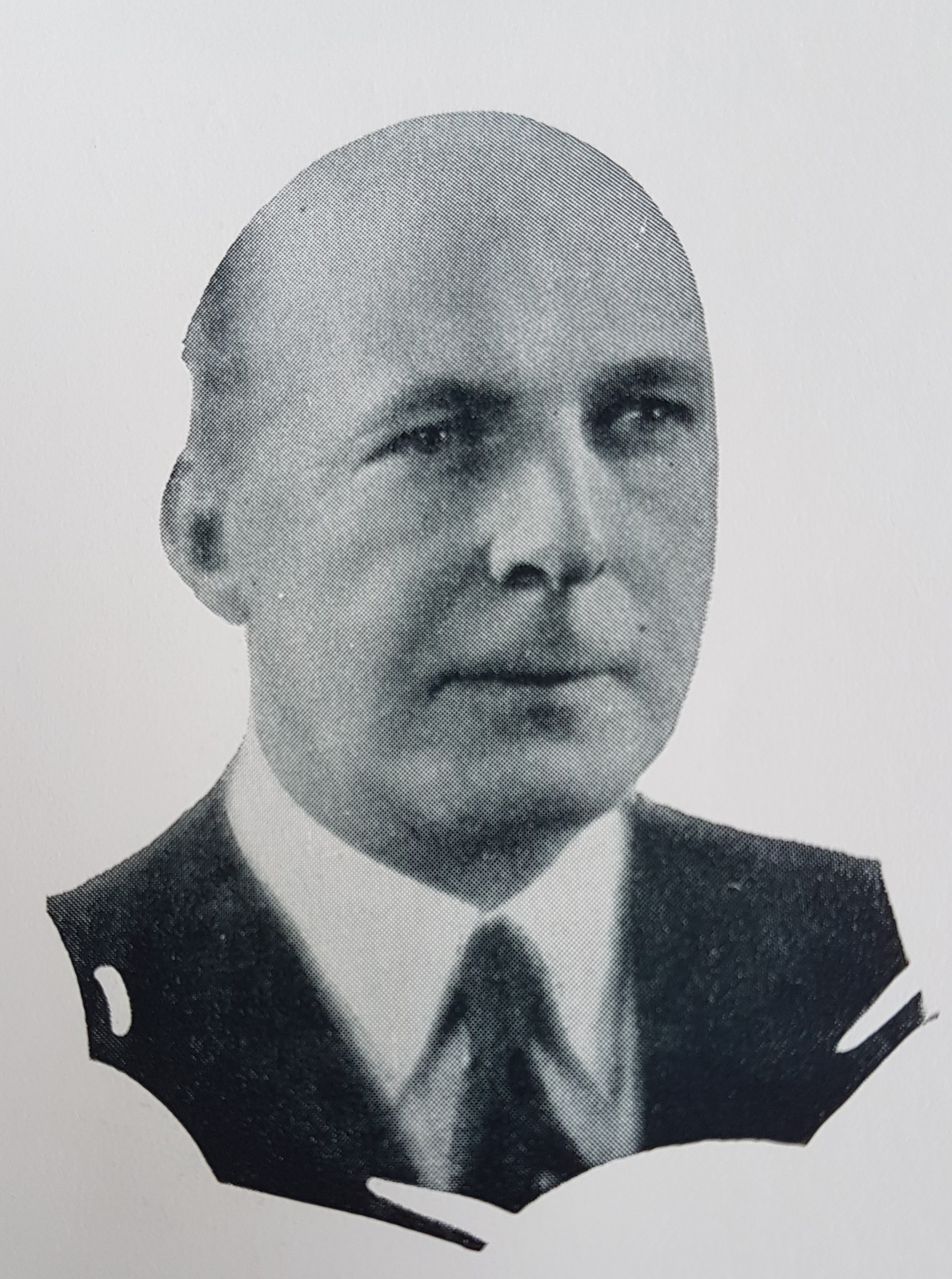
Svenskt flyg och dess män, Flodman, Uhr, Lignell 1940